# Kanton La Rochelle-8
La Rochelle-8 is een voormalig kanton van het Franse departement Charente-Maritime. Het kanton maakte deel uit van het arrondissement La Rochelle. Het werd opgeheven bij decreet van 27 februari 2014, met uitwerking op 22 maart 2015.

## Gemeenten
Het kanton La Rochelle-8 omvatte de volgende gemeenten:
- Dompierre-sur-Mer
- Périgny
- La Rochelle (deels, hoofdplaats)